# Communauté de communes du Val de l’Eyre
Die Communauté de communes du Val de l’Eyre ist ein französischer Gemeindeverband mit der Rechtsform einer Communauté de communes im Département Gironde in der Region Nouvelle-Aquitaine. Sie wurde am 11. Dezember 2002 gegründet und umfasst fünf Gemeinden. Der Verwaltungssitz befindet sich im Ort Belin-Béliet.

## Mitgliedsgemeinden
| Gemeinde                                | Einwohner 1. Januar 2022 | Fläche km² | Dichte Einw./km² | Code INSEE | Postleitzahl |
| --------------------------------------- | ------------------------ | ---------- | ---------------- | ---------- | ------------ |
| Belin-Béliet                            | 6.205                    | 156,03     | 40               | 33042      | 33830        |
| Le Barp                                 | 5.713                    | 107,32     | 53               | 33029      | 33114        |
| Lugos                                   | 1.137                    | 62,14      | 18               | 33260      | 33830        |
| Saint-Magne                             | 1.235                    | 82,66      | 15               | 33436      | 33125        |
| Salles                                  | 8.128                    | 137,98     | 59               | 33498      | 33770        |
| Communauté de communes du Val de l’Eyre | 22.418                   | 546,13     | 41               | –          | –            |